# Православна црква чешких земаља и Словачке
Православна црква чешких земаља и Словачке (чеш. Pravoslavná církev v Českých zemích a na Slovensku, слч. Pravoslávna cirkev v českých krajinách a na Slovensku) јесте помесна и аутокефална црква са достојанством митрополије. Налази се на 14. месту у диптиху.
У периоду 1921—1951. звала се Моравска православна црква а од 1951—1992. године Православна црква Чехословачке (чеш. Pravoslavná církev v Československu), а користи се и назив Чехословачка православна црква.

## Историја
Црква је основана у Великој Моравској (863) мисионарењем Светих Ћирила и Методија. Међутим, након њихове смрти у Солуну наметнут им је латински обред од стране папских изасланика. Православље се одржава само у оквиру Епархије Мукачево.
У 19. веку се организује прва заједница православних верника. Године 1903. у Прагу настаје заједница Православна беседа. Године 1920, на српску иницијативу, у Карпатима поново се успостављају парохије у надлежности Српске православне цркве. Дана 25. септембра 1921. године српски патријарх Димитрије посветио је Горазда Павлика за епископа Чешко-моравске епархије.
Међутим, у то време је дошло и до првих унутрашњих подела међу православним хришћанима у Чехословачкој. Једна скупина обратила се Цариградској патријаршији која је 1923. године без претходног договора са Српском патријаршијом поставила Саватија Врабеца за „архиепископа прашког и целе Чехословачке” што је довело до нежељеног заплета у односима између две патријаршије.
На молбу православних хришћана из источних делова Чехословачке, Српска православна црква је основала и Мукачевско-прешовску епархију за чијег је епископа постављен Дамаскин Грданички (1931). Након његовог преласка у другу епархију, за новог мукачевско-прешовског епископа изабран је Владимир Рајић (1938). У јесен 1938. године, након прве Бечке арбитраже, Чехословачка је била приморана да Мукачево уступи Мађарској. Град је ослобођен 1944. године, али већ наредне године је уступљен Совјетском Савезу и укључен у састав Украјинске ССР, док је Прешов остао у саставу Чехословачке. Тада је извршена и подела дотадашње Мукачевско-прешовске епархије: од источног дела око Мукачева основана је Мукачевско-ужгородска епархија Руске православне цркве, док је од западног дела око Прешова основана Прешовска епархија Чехословачке православне цркве.
Током Другог светског рата православни епископи и свештенство били су масовно прогањани и стрељани.
Након рата, Српска православна црква је 1948. године званично дала сагласност да аутономна Чешка и моравско-шлеска епархија пређе у надлежност Московске патријаршије. Године 1951, након даровања аутокефалности, организује се Чехословачка православна црква са четири епархије.
По попису из 1991. године, у Чешкој и Словачкој, било је око 53 хиљаде православних верника. На попису из 2001. године, у Словачкој је било 50.363 православних верника. Православни су најбројнији у Прешовској регији. У Чешкој Републици, било је 23.053 православних верника. У Чешкој и Словачкој, све је већи број православних. Од свих традиционалних верских заједница Чешке и Словачке, Православна црква је заједница са најбржим растом броја верника.

## Организација
Након договорног распада Чехословачке, на Помесном сабору Чехословачке православне цркве, одржаном 11—12. децембар у Прешову, одлучено је да се сачува јединство аутокефалне Цркве и одлучено је да се преименује у Православну цркву чешких земаља и Словачке. Истовремено је усвојен нови Устав према коме је јединствени Митрополијски савет био раздељен на два органа — Митрополијски савет Православне цркве у чешким земљама (са седиштем у Прагу) и Митрополијски савет Православне цркве у Словачкој (са седиштем у Прешову), а за јединственог поглавара (митрополита) може бити изабран или архиепископ прашки или архиепископ прешовски. Јединствени за целу Цркву су Свети синод и Помесни сабор.
Православна црква чешких земаља и Словачке има укупно четири епархије:
- Прашка епархија;
- Оломоуцко-брњенска епархија;
- Прешовска епархија;
- Михаловско-кошицка епархија.

После смрти Његовог блаженства архиепископа прешовског Николаја (2006) за митрополита чешких земаља и Словачке је устоличен Његово блаженство архиепископ прашки Христофор. Након његовог повлачења (април 2013) за новог митрополита је изабран архиепископ прешовски Ростислав.